# 草原西貒
草原西貒（Catagonus wagneri）是一種棲息在巴拉圭、玻利維亞及阿根廷乾旱叢林的西猯科。牠們現存只有約3000隻。相信牠們是已滅絕的平頭豬的最近親。
最初發現時草原西貒只有一些化石，且認為已經滅絕。到了1975年才於大廈谷發現牠們仍然存活。原住民十分熟悉牠們，但科學家則在後來才重新發現牠們。

## 分佈
草原西貒分佈在巴拉圭、玻利維亞及阿根廷北部的大廈谷。

## 棲息地
草原西貒棲息在炎熱及乾旱的叢林。佔地14萬平方公里的大廈谷主要都是多肉植物及針刺植物，只有極少數的地方有大型樹木。牠們的鼻竇適合在乾旱及多塵的環境生活。牠們的腳細小，可以在多刺植物間行走。

## 特徵
草原西貒是西猯科中體型最大的，且有像豬的特徵。牠們的吻突粗糙及堅韌，鬃毛呈褐色至灰色。背部有一道深色的斑紋，肩上有白毛。牠們的耳朵、吻及尾巴較長。口的周圍有白毛，後腳有三趾。牠們有2隻上門齒及3隻下門齒，上下各1隻犬齒、3隻前臼齒及3隻臼齒。上犬齒向下，而不像其他豬形亞目般向外及向上。

## 繁殖
草原西貒一般會在9月至12月間出生，其實全年也會有幼西貒出生，但視乎食物的藏量及雨量。牠們平均每胎產2-3隻幼西貒。雌西貒會離開族群產子，之後就會回來。幼西貒出生後幾個小時就能奔走。幼西貒的毛皮與成年的差不多。牠們沒有兩性異形。

## 行為
草原西貒會以約10隻的小群聚居。牠們是日間活動的，尤其會在早上活動。群族會以一環形遷徙，約於42天就會回到原有的地方，以監視地盤。
草原西貒會以不同的叫聲來溝通，包括咕嚕聲及牙齒的嗒嗒聲。雖然牠們有時會有撞及咬等行為，但一般都不怎麼帶有攻擊性。
草原西貒群族會組成一堵牆來保護自己，不過卻很易成為狩獵的對象。牠們會分泌一種奶狀及有味的物質來在樹上作記號。這種物質是由背部的腺所分泌，透過磨擦來分佈在樹上。牠們雖然經常在泥中打滾，但卻會在特定的地點排泄。

## 食性
草原西貒在大廈谷內主要吃較為粗糙的植物，如仙人掌等。牠們會用其吻將仙人掌放在地上打滾，將其刺磨走。牠們也會用牙齒咬及吐出仙人掌的刺。牠們的腎臟可以將仙人掌的酸分解，胃部亦適合消化粗糙的食物。牠們有時也會吃鳳梨科的根、金合歡的莢及掉下來的仙人掌花。牠們會在蟻穴及建築地盤尋找鹽漬地，以吸取鈣、鎂及氯。

## 保育狀況
草原西貒散佈在南美洲，容易受人類活動的影響。群族的數量亦因失去棲息地及被分隔而減少。近年也有獵殺及不明疾病的影響。現時有計劃人工繁殖草原西貒，但在野外以外的地方則很難生存。在巴拉圭亦設有保護區。